# Blue-eyed soul
Blue-eyed soul (također poznat kao bijeli soul) je izraz koji se koristi za opisivanje R&B i soul glazbe u izvedbi bijelih umjetnika. Izraz se također koristi za opisivanje soul glazbe pod utjecajem pop zvuka.
Izvorno pojam se veže iz sredine 1960-ih, izvedbom bijelih soul i R&B umjetnika. Njihova glazba izražajno je bila slična glazbi iz diskografskih kuća Motowna i Stax recordsa. Mnogi izvođači 'blue-eyed soula' zvuče kao crni glazbenici, jer su im glasovi potpuno grleni s rezonantnom bojom. Izraz je nastavio da se koristi i tijekom 1970-ih i 1980-ih, posebice od strane nove generacije britanskih pjevača, koji su usvojili elemente klasičnog 'Stax' i 'Motown' zvuka. U nešto manjoj mjeri, izraz je primijenjen i na izvođače drugih glazbenih žanrova koji su pod utjecajem soul glazbe (kao što su 'dirty pop', 'urbana glazba' i 'hip hop soul').

## 1950-te, 1960-te i 1970-te
Blue-eyed soul nastaje od bijelih glazbenika kada ga crni izvođači počnu koristiti za masovno tržište. Zbog zakonske segregacije, crnim umjetnicima je bilo zabranjeno da izvode glazbu za bijelu publiku. Često je ovaj glazbeni stil bio razrijeđen samo za svoju novu publiku. Afroamerikanci su soul smatrali svojom kulturnom eksproprijacijom ali su osjećali i zadovoljstvo porastom interesa za ovim glazbenim žanrom, što je značilo da je to vrlo dobra stvar.
Elvis Presley često izvodi cover skladbe crnih glazbenika i glazbenica, počevši 1954. godine sa skladbom Arthura Crudupa "That's All Right (Mama)", pa sve do 1955. sa skladbama od Roya Browna "Good Rocking Tonight", Kokomoa Arnolda "Milkcow Blues Boogie" i posljednji singl Juniora Parkera kojeg snima za 'Sun Records' "Mystery Train".
Iako nikad nije bio opisivan kao blue-eyed soul izvođač, Presley je jako puno pridonio tom stilu u rano doba R&B-a i gospela, putem svojih snimaka, radijskog i televizijskog prenosa i putem koncerata. Ovi počeci doprinijeli su ozračju koje je pomoglo drugim generacijama bijelih glazbenika da izvode soul skladbe i druge žanrove koji su potekli od crnih glazbenika.
U ranim 1960-ma jedna od rijetkih blue-eyed soul umjetnica bila je Timi Yuro, koja je svojom bojom glasa simulirala crne glazbenice. Do sredine 1960-ih britanski pjevači Dusty Springfield, Eric Burdon i The Animalsi Tom Jones, postaju glavni katalizatori za nastajanje blue-eyed soula u Europi. Izvan anglo-američke scene, pjevačica Mina (Mina Anna Mazzini), u kasnim 1960-ma, izvodi soul skladbe s klasičnom talijanskom melodijom. Regionalni trendovi 'beach' glazbe i 'shag' glazbe u područjima oko Sjeverne i Južne Karoline u kasnim 1950-ma i 1960-ma, barem su djelomično pridonijeli u pojavi blue-eyed soula. Lokalni bijeli sastavi koji su bili potpomognuti nacionalno popularnim crnim R&B glazbenicima, sviraju po raznim kućnim zabavama, školama i drugim društvenim zbivanjima. Njegova široka popularnost u Sjevernoj Karolini, omogućila je mnogim sastavima uspješnu glazbenu karijeru u 2000-ma.
Termini 'blue-eyed soul' i 'white soul', prvi puta se počinju koristiti 1960-ih, kako bi opisali bijele izvođače čiji je stil izvedbe bio pod teškim utjecajem soula i ritam i bluesa.
Blue-eyed soul glazbenici 1960-ih bili su; The Righteous Brothers, The Rascals, Steve Marriott, Eric Burdon, Dusty Springfield, Bobbie Gentry, Lonnie Mack, Van Morrison, Tom Jones, The Box Tops,  Mitch Ryder, Tony Joe White i Roy Head. Jerry Lee Lewis, koji je svoje posljednje dana snimanja za 'Sun Records' ('61.-'63.) obilježio izdavanjem R&B cover skladbi, 1967. godine snima album pod nazivom Soul My Way, neposredno nakon njegove velike uspješnosti u zemlji.
U nekim slučajevima (većinom The Flaming Ember, Lonnie Mack i The Rascals), izvođači na radiju su prolazili kao crni glazbenici, mnogo puta i namjerno, kako bi se obratila pozornost s dominantnih crnih radio postaja. Géorgie Woods (popularna eter osoba) s radijske postaje WDAS iz Philadelphie, prvi upotrebljava pojam 'Blue-eyed' za bijele glazbenike, što kasnije prihvaćaju na drugim R&B radio postajama. Delaney i Bonnie (Bramlett), rade klasičnu produkciju blue-eyed soula na albumu Home, kojeg izdaje 'Stax' 1969. godine.
1970-ih soul glazba i umjetnici kao što su Richard Rudolph, pomogli su utrti put za ono što će kasnije biti poznato kao blue-eyed soul. Neki od glazbenika koji su i danas poznati u tom stilu su; Hall & Oates, Rod Stewart, Elton John, David Bowie, Van Morrison, Elkie Brooks, Bobby Caldwell, Boz Scaggs, Todd Rundgren, Gino Vanelli i Michael McDonald. Tower of Power prvi puta se pojavljuju 1. veljače 1975. kao bijeli izvođači u televizijskoj emisiji Soul Train, dok Elton John nastupa u svibnju u 17 epizodi. Primjetan album u to vrijeme bio je Silver Album iz 1975. godine (stvarnog naziva Daryl Hall & John Oates), od Hall & Oatesa, na kojemu se nalazi klasična balada "Sara Smile" (dugo smatrana standardom blue-eyed soula).

## 1980-ih i kasnije
1980-ih blue-eyed soul uspješnice objavljuju mnogi glazbenici poput, Hall & Oatesa ("Private Eyes"), Ricka Astleya ("Together Forever") i Stevea Winwooda ("Roll With It"). Boy George iako nije bio na crnom glasu, također se smatra blue-eyed soul glazbenikom, jer je mnogo pridonio R&B žanru s britanskim pop sastavom 'Culture Club'. Annie Lennox još je jedna britanska umjetnica (popularnost stekla u sastavu 'Eurythmics'), često je citirana kao blue-eyed soul glazbenica, nakon što je snimila snažnu skladbu s Arethom Franklin, "Sisters Are Doin' It for Themselves". U kasnim 1990-ma, glazbeni video kanal VH1, proglasio je Lennox najvećim ženskim izvođačem blue-eyed soula.
Hall & Oates zauzimaju najbolje pozicije na top ljestvicama kada im singlovi dobiju uzlet na urbanim crnačkim radio postajama, kao što je bio slučaj sa skladbama "I Can't Go for That (No Can Do)", "One on One", "Say It Isn't So", "Adult Education", "Out of Touch", "Method of Modern Love" i "Everything Your Heart Desires". Većina tih singlova završava na prvim mjestima R&B i Dance top ljestvica. Sastav 'New Kids On The Block' (boy band), također su dio blue-eyed soul scene, sa svojim uspješnicama "Please Don't Go Girl" i njihovim prvim hitom na prvom mjestu "I'll Be Loving You Forever". 1989. godine časopis 'Ebony', počeo je istraživati da li je bijela scena počela preuzimati crni R&B. U članku koji je sadržavao razne izjave članova iz glazbene industrije, došlo je do dogovora da budućnost R&B-a nije bila ugrožena od strane suvremenog i urbanog zvuka.
George Michael jedan je od prvih glazbenika koji je uspješno doveo soul u pop glazbu i prvi je bijeli solo umjetnik koji je pjevao duet s Arethom Franklin, hit skladbu "I Knew You Were Waiting (for Me)". Michael je bio prvi bijeli muški pjevač koji je imao hit na prvom mjestu na SAD R&B top ljestvici albuma, sa svojim debi albumom Faith. Također je najbolje prodavani blue-eyed soul albuma u cijelom svijetu, gdje se prodaje u preko 20 milijuna primjeraka. Njegov četvrti singl s albuma Ballad, "One More Try", dolazi na prvo mjesto R&B i hip hop top ljestvica.

## Vanjske poveznice
- Blue-eyed soul  Arhivirana inačica izvorne stranice od 13. ožujka 2005. (Wayback Machine) - Definicija i primjeri na Allmusic.com
- Blue eyed soul - Poglavlje na Soulwalking.co.uk